# Pseudopaludicola atragula
Pseudopaludicola atragula é uma espécie de anfíbio da família Leptodactylidae. Endêmica do Brasil, pode ser encontrada no município de Icém, no estado de São Paulo.